# خبرگزاری اسلواکی
خبرگزاری تَسر (انگلیسی: The News Agency of the Slovak Republic) (مخفف انگلیسی: TASR)، خبرگزاری جمهوری اسلواکی است. 
این خبرگزاری زیر نظر هیات مدیره پنج نفره ای اداره می شود که از سوی پارلمان این کشور برگزیده می شوند. در این حال چنانچه در قسمت »درباره ما» توضیح داده، این خبرگزاری  از بودجه دولتی استفاده نمی کند و بودجه خود را فروش محصولات خبری تامین می کند. 
خبرگزاری تَسر اسلواکی سالانه ۲۵۰۰۰۰ محصول خبری تولید می کند.
این خبرگزاری، عضو اتحادیه خبرگزاری های کشورهای اروپایی (EANA) است.